# 巴彦鄂温克民族乡
巴彦鄂温克民族乡是中华人民共和国内蒙古自治区呼伦贝尔市莫力达瓦达斡尔族自治旗下辖的一个民族乡。

## 行政区划
巴彦鄂温克民族乡下辖以下村级行政区划单位：
满都胡浅村、讷莫日浅村、葛根台村、巴彦街村、萨玛街村、兴农村、三合发村、龙泉村、清泉村、乌如根塔拉村、达尔滨村、达拉滨村、良田村、友良村、同心村、平安村和石头沟村。